# Prémesques
Prémesques település Franciaországban, Nord megyében. Lakosainak száma 2029 fő (2022. január 1.). Prémesques Houplines, Capinghem, La Chapelle-d’Armentières, Ennetières-en-Weppes, Lille és Pérenchies községekkel határos.

## Népesség
A település népességének változása:
| Lakosok száma | 2220 | 2165 | 2160 | 2130 | 2119 | 2123 | 2092 | 2060 | 2029 |
|               | 2013 | 2015 | 2016 | 2017 | 2018 | 2019 | 2020 | 2021 | 2022 |